# Jesús María, Tlaltenango de Sánchez Román
Jesús María är en ort i Mexiko.   Den ligger i kommunen Tlaltenango de Sánchez Román och delstaten Zacatecas, i den centrala delen av landet, 500 km nordväst om huvudstaden Mexico City. Jesús María ligger 1 673 meter över havet och antalet invånare är 250.
Terrängen runt Jesús María är varierad. Runt Jesús María är det glesbefolkat, med 16 invånare per kvadratkilometer. Närmaste större samhälle är Tlaltenango de Sánchez Román, 7,7 km söder om Jesús María. I omgivningarna runt Jesús María växer huvudsakligen savannskog.